# 紫金县老苏区革命烈士纪念碑
紫金县老苏区革命烈士纪念碑，位于中国广东省河源市紫金县苏区镇炮子圩，为紫金县的一个县级文物保护单位，类型为近现代重要史迹及代表性建筑，公布时间为1977年12月。
紫金县老苏区革命烈士纪念碑建于1964年。